# آل ترکه
آل ترکه یا خاندان ترکه اصفهانی خاندانی از اهل علم در سده ۷ تا ۱۰ قمری بوده‌اند. اصالتاً از خجند ترکستان و تا عهد گورکانیان حنفی مذهب بوده‌اند و پس از آن شیعه شناخته می‌شدند. جدّ آنان در عصر خوارزمشاهیان (یا سلاجقه) به اصفهان هجرت کرد. فرزندان وی درآنجا ماندگار شدند و جمعی از ایشان در دانش به مقامات عالی رسیدند. ابوحامد صدرالدین محمد ترکه اصفهانی بزرگ این خاندان بوده و از شهرت علمی زیاد برخوردار بوده است. صائن الدین علی بن محمد، افضل الدین محمد بن صدرالدین، افضل الدین محمد بن حبیب‌الله، جلال الدین محمد، ضیاءالدین علی و ملامظفر از دیگر علمای این خاندان هستند.

## مشاهیر آل ترکه

### ابوحامد صدرالدین محمد
ابوحامد صدرالدین محمد ترکه اصفهانی، از حکما و متکلّمین نامی نیمه اول سده ۸ق/۱۴م. وی با رشیدالّدین فضل الله دوستی و مکاتبه داشت و تصدّی امور شرعی پیروان مذهب حنفی در اصفهان به او و برخی خویشاوندانش محوّل بود. کتاب «قواعدالتّوحید» از او است. نواده مشهور وی، صاین الدّین، در مقدمه شرحی که بر این کتاب نوشته است.
آثار زیر را نیز به صدرالدّین نسبت داده است:
رساله در وجود مطلق؛ الاعتماد الکبیر؛ الحکمة الرّشیدیة. اثر اخیر به نام رشیدالدّین فضل الله نوشته شده است.

### صائن الدین علی بن محمد
صاین الدین علی بن محمّد (ابن تُرکه) نواده صدرالدّین (م ۷۷۰ق) فقیه و عارف.
در سال‌های ۵۰ سده ۸ق/۱۴م در اصفهان زاده شد. سالیان دراز نزد برادرش که از فقیهان و متصوّفان مترشع بود، درس خواند و در فقه، علوم غریبه، حروف و تصوّف مهارت یافت. پس از فتح اصفهان توسط سپاهیان تیمور، وی و برادرانش به سمرقند کوچانیده شدند و در آن‌جا به مناصب قضا و جز آن اشتغال یافتند.

### افضل الدین محمدبن صدرالدّین
افضل الدین محمدبن صدرالدّین (د ۸۵۰ق/۱۴۴۶م).
به احتمال قوی برادرزاده صاین الدین علی بن محمد بود و مانند بسیاری از اعضای این خاندان در کلام و ادبیات تبحّر داشت.

### افضل الدین محمدبن حبیب‌الله
افضل الدین محمدبن حبیب‌الله (د ۹۹۱ق/۱۵۸۳م) از فقهای سده ۱۰ق/۱۶م.
وی تحصیلات مقدماتی خود را در کاشان به پایان برد و سپس نزد فقهای نجف و شام و حجاز به تعلّم پرداخت. سرانجام به خدمت شاه طهماسب درآمد و از جانب او به عنوان قاضی اصفهان تعیین گشت.
دو سال نیز تولیت آستان علی بن موسی الرّضا را داشت. در دوران سلطان محمد خدابنده بار دیگر قاضی اصفهان شد. در مشهد درگذشت.
از آثار او، اصول الفقه و انموذج العلوم شایان ذکر است.